# Igumenica
Igumenica (řecky Ηγουμενίτσα, anglicky Igoumenitsa) je přístavní město na západě Řecka u Jónského moře, nedaleko Korfu a albánských hranic. Je nejdůležitějším přístavem regionu Epirus, končí tady úsek evropských silnic číslo E55, E90 a E92, na které navazuje trajekt do Itálie. V samotném městě žije asi 10 tisíc obyvatel, v celé obci pak přibližně 25 tisíc.

## Turismus
V okolí města je několik pláží, nejznámější je pláž Drepano. Ve městě je archeologické muzeum.